# Poststraße 36 (Mönchengladbach)

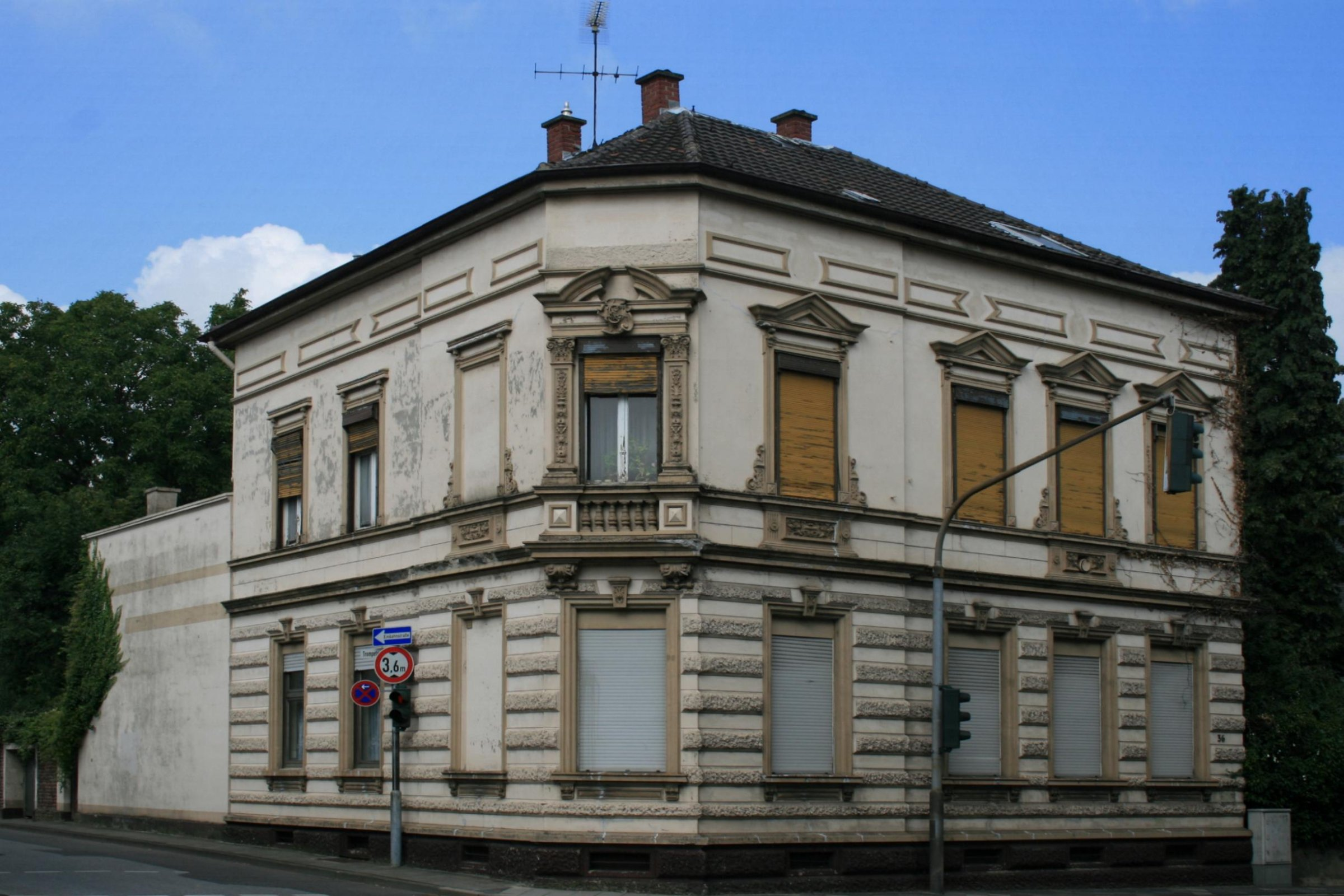
Wohnhaus (2010)

Das Wohnhaus Poststraße 36 steht im Stadtteil Wickrath in Mönchengladbach (Nordrhein-Westfalen).
Das Gebäude wurde um die Jahrhundertwende erbaut. Es wurde unter Nr. P 007 am 2. Juni 1987 in die Denkmalliste der Stadt Mönchengladbach eingetragen.

## Lage
Die Wohnhaus Poststraße Nr. 36 steht im Stadtteil Wickrath und bildet eine Eckbebauung zur Trompeterallee.

## Architektur
Das Gebäude wurde um die Jahrhundertwende erbaut. Das Objekt zeigt insgesamt 4:3:1 Achsen und ist zweigeschossig.